# Innkreis Autobahn
L'autostrada austriaca A8, chiamata anche Innkreis Autobahn. Parte da Sattledt, fino ad arrivare al confine con la Germania, al congiungimento con la Bundesautobahn 3. L'autostrada è lunga 76 km.

## Percorso
|      |                                                           |    |                |  |  |
| Tipo | Indicazione                                               | Km | Strada europea |  |  |
|      | Knoten Voralpenkrauz                                      | 0  |                |  |  |
|      | Area di servizio "Voralpenkrauz" (solo carreggiata ovest) |    |                |  |  |
|      | Wels-West                                                 | 11 |                |  |  |
|      | Knoten Wels                                               | 14 |                |  |  |
|      | Pichl bei Wels / Bad Schallerbach                         | 19 |                |  |  |
|      | Meggenhofen / Gallspach                                   | 31 |                |  |  |
|      | Area di servizio "Aistersheim"                            |    |                |  |  |
|      | Haag am Hausruck                                          | 43 |                |  |  |
|      | Ried im Innkreis                                          | 53 |                |  |  |
|      | Ort im Innkreis                                           | 65 |                |  |  |
|      | Suben e area di servizio                                  | 74 |                |  |  |
|      | Bundesautobahn 3 Confine di Stato - Germania              |    |                |  |  |